# Карлос Марчена
Карлос Марчена Лопес (ісп. Carlos Marchena López, нар. 31 липня 1979, Лас-Кабесас-де-Сан-Хуан, Іспанія) — колишній іспанський футболіст, центральний захисник та опорний півзахисник. Гравець національної збірної Іспанії.

## Клубна кар'єра
Вихованець футбольної школи клубу «Севілья» з рідного міста. 1997 року у 18-річному віці дебютував у складі головної команди клубу, яка на той час виступала у Сегунді (другому за ієрархією дивізіоні чемпіонату Іспанії). За результатами сезону 1998—99 «Севілья» пробилася до Прімери і у серпні 1999 Морчена дебютував у матчах елітного дивізіону іспанської першості. По завершенні сезону севільська команда знову понизилася у класі, а Морчена перейшов до португальського клубу «Бенфіка».

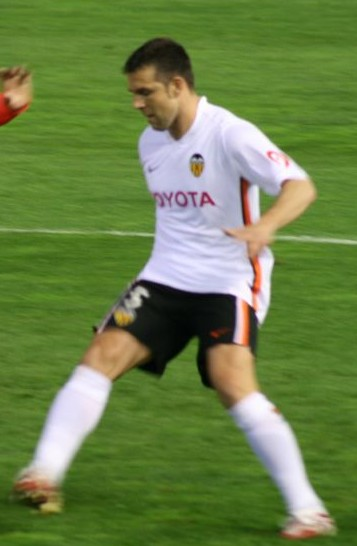
Карлос Марчена під час виступів за «Валенсію». 15 квітня 2007 року

Впевнені виступи гравця у чемпіонаті Португалії привернули увагу керівників іншого іспанського клубу, «Валенсії», до якої Морчена приєднався у 2001 році, підписавши 4-річний контракт. Протягом першого сезону у «Валенсії», за результатами якого команда стала чемпіоном країни, футболіст нерегулярно з'являвся в основному складі, однак вже з наступного сезону став постійним гравцем основи.
В сезоні 2003—04, протягом якого Марчено складав разом з Роберто Аялою основну пару центральних захисників, допоміг команді зробити «дубль» — виграти чемпіонат Іспанії та Кубок УЄФА. Був ключовою фігурою захисту валенсійського клубу, влітку 2008 року був обраний капітаном команди.
1 серпня 2010 року перейшов до «Вільярреала», уклавши з клубом трирічний контракт, проте провів в команді лише два сезони.
Завершив професійну ігрову кар'єру у «Депортіво», за який виступав протягом 2012—2014 років.

## Виступи у збірних
Викликався до молодіжних збірних Іспанії протягом 1999—2001 років. 2000 року у складі олімпійської збірної U-23 брав участь у футбольному турнірі на Літніх Олімпійських іграх 2000 року, на якому іспанці вибороли срібні олімпійські нагороди.
21 серпня 2002 року дебютував у складі національної збірної Іспанії у товариській зустрічі. Згодом був включений до складу команди для участі у чемпіонаті Європи 2004 року, в ході якого взяв участь у двох матчах. Під час чемпіонату світу 2006 також був у складі національної команди, однак з'явився на полі лише одного разу, в останній грі групового етапу, результат якої вже не міг завадити виходу іспанців з групи.
Натомість вже на чемпіонаті Європи 2008 року Марчена виступав як беззаперечний гравець основного складу. Впевнена гра основного складу захисту іспанців, який окрім Марчени включав Серхіо Рамос‎а, Карлеса Пуйоля та Хоана Капдевілу, дозволила суперникам провести лише 2 голи у 5 матчах, чим значно посприяла досягненню збірною Іспанії перемоги у турнірі.
Після континентального тріумфу збірної 2008 року Марчена почав поступово втрачати місце в основі збірної, на його позиції все частіше почав виходити на поле Жерард Піке. До складу збірної для участі у чемпіонаті світу 2010 був включений уже як резервний центральний захисник. За результатами турніру іспанці уперше в історії стали чемпіонами світу, Марчена у ході фінального турніру в Південно-Африканськії Республіці тричі виходив на поле на заміну наприкінці матчів, усього провівши в іграх чемпіонату 8 хвилин.
| #  | Дата           | Місце             | Противник            | Рахунок | Результат | Змагання          |
| -- | -------------- | ----------------- | -------------------- | ------- | --------- | ----------------- |
| 1. | 8 червня 2005  | Валенсія, Іспанія | Боснія і Герцеговина | 1-1     | нічия     | відбір до ЧС 2006 |
| 2. | 26 червня 2008 | Салоніки, Греція  | Греція               | 2-3     | перемога  | товариська        |

## Досягнення
У складі «Валенсії»:
- Володар Кубка УЄФА: 2003—04
- Володар Суперкубка УЄФА: 2004
- Чемпіон Іспанії (2): 2001-02, 2003-04
- Володар Кубка Іспанії: 2007-08

У складі збірних Іспанії:
- Чемпіон світу: 2010
- Чемпіон Європи 2008 року
- Срібний олімпійський призер: 2000
- Чемпіон світу (U-20): 1999